# حمله به وزارت دفاع استونی ۲۰۱۱
حمله به وزارت دفاع استونی در ۱۱ اوت ۲۰۱۱ توسط یک فرد ارمنستانی به نام کارن درامبیان انجام شد که وی پس از به کار انداختن چندین ماده منفجره، در یک درگیری با پلیس به ضرب گلوله کشته شد.
در ۱۱ اوت ۲۰۱۱، در حدود ساعت ۱۵:۰۰ به وقت محلی، درامبیان وارد ساختمان وزارت دفاع استونی در مرکز تالین شد در حالی که مسلح به یک تپانچه با حدود ۱۰۰ گلوله و یک کیسه حاوی ده تا پانزده ماده منفجره بود. او در سالن ورودی شروع به تیراندازی و بمب‌های دودی را منفجر کرد اما نتوانست از دروازه امنیتی عبور کند و وارد فضای داخلی ساختمان شود. در آن زمان ساختمان توسط نیروهای دفاع ملی استونی محافظت می‌شد. وی دو نفر از جمله یک نگهبان امنیتی را به طور موقت به گروگان گرفت. در یک عملیات مشترک که توسط پلیس و سرویس امنیت داخلی استونی انجام شد واحد کی-کوماندو پلیس به ساختمان حمله کرد و پس از تبادل آتش درامبیان کشته شد. وزیر دفاع مارت لار در آن زمان در ساختمان نبود.
کارن درامبیان (ارمنی: Կարեն Դրամբյան, روسی: Карэн Драмбян,) زاده ۲۶ ژوئیه ۱۹۵۴ در شهر ایروان بود که در سال ۱۹۹۳ تابعیت کشور استونی را به دست آورده بود. وی دانش‌آموخته رشته حقوق بود و یک مؤسسه حقوقی را در شهر ماردو اداره می‌کرد. درامبیان از همسرش طلاق گرفته بود و در سال ۲۰۱۱ با مشکلات مالی روبه‌رو شده بود و آپارتمان وی توسط دادگاه فروخته شده بود. او در سال ۲۰۰۷ وکیل لاریسا نشتشادیمووا سخنگوی گروه نوچنوی دوزور بود که اتهام وی درگیری با پلیس در جریان وقایع شب برنزی بود.